# Rozoy-le-Vieil
Rozoy-le-Vieil (fino al 2009 Rosoy-le-Vieil) è un comune francese di 397 abitanti situato nel dipartimento del Loiret nella regione del Centro-Valle della Loira.

## Società

### Evoluzione demografica
Abitanti censiti